# Baguida
Baguida (alternative Schreibweisen Bagida und Bagid) ist eine Kleinstadt an der zentralatlantischen Küste in Togo. Der Ort gehört zur Präfektur Golfe in der Region Maritime. Er liegt 13 Kilometer östlich der Landeshauptstadt Lomé am Golf von Guinea und ist Teil der Metropolen Region Lomés. Bekanntheit erlangte Baguida als erste Hauptstadt Togos (1884–1886) unter deutscher Kolonialherrschaft. Die Nationalstraße 5 von Lomé nach Cotonou (Benin) führt durch die Stadt.
Wegen seiner Meerlage und ausgedehnter Strände ist die Stadt heute ein bevorzugtes Wohngebiet im Ballungsraum der Hauptstadt. Der Ort lebt vom Tourismus und beherbergt eine größere Anzahl von Hotels und Pensionen.
Die Besiedlungsgeschichte der Stadt geht bis auf das Ende des 17. Jahrhunderts zurück. Als Gründer des Ortes gilt Sani, ein Jäger aus dem benachbarten Bé (heute ein Stadtteil von Lomé). Er und seine Nachfahren bauten Getreide, Pflanzenknollen und Hülsenfrüchte an. Die Fruchtbarkeit der Gegend erweckte im 19. Jahrhundert das Interesse von Kolonialisten.
Schon ab 1857 gründeten die ersten deutschen Handelsunternehmen Faktoreien an der Sklavenküste, die ab 1882 durch einen regelmäßigen Dampferverkehr der Woermannlinie mit dem Kaiserreich verbunden war. Am 5. Juli 1884 unterzeichneten Plakko, der Stabträger (= Stellvertreter) des zu diesem Zeitpunkt vermutlich schon verstorbenen Königs Mlapa III., und der Reichskommissar Gustav Nachtigal einen „Schutzvertrag“ in Baguida, womit einzelne Orte im heutigen Togo zum „Deutschen Schutzgebiet“ erklärt wurden („König Mlapa gewährt allen deutschen Untertanen und Schutzgenossen, welche in seinem Lande wohnen, Schutz und freien Handel und will andren Nationen niemals mehr Erleichterungen, Begünstigungen oder Schutz gewähren, als den deutschen Untertanen eingeräumt werden.“) Der Vertragsort Baguida wurde von 1884 bis 1886 die erste Hauptstadt der Deutschen Kolonie Togo.
Seit 1986 unterhält die Stadt Stadtbergen im Landkreis Augsburg eine Städtepartnerschaft mit Baguida.